# Flagelo Fokker

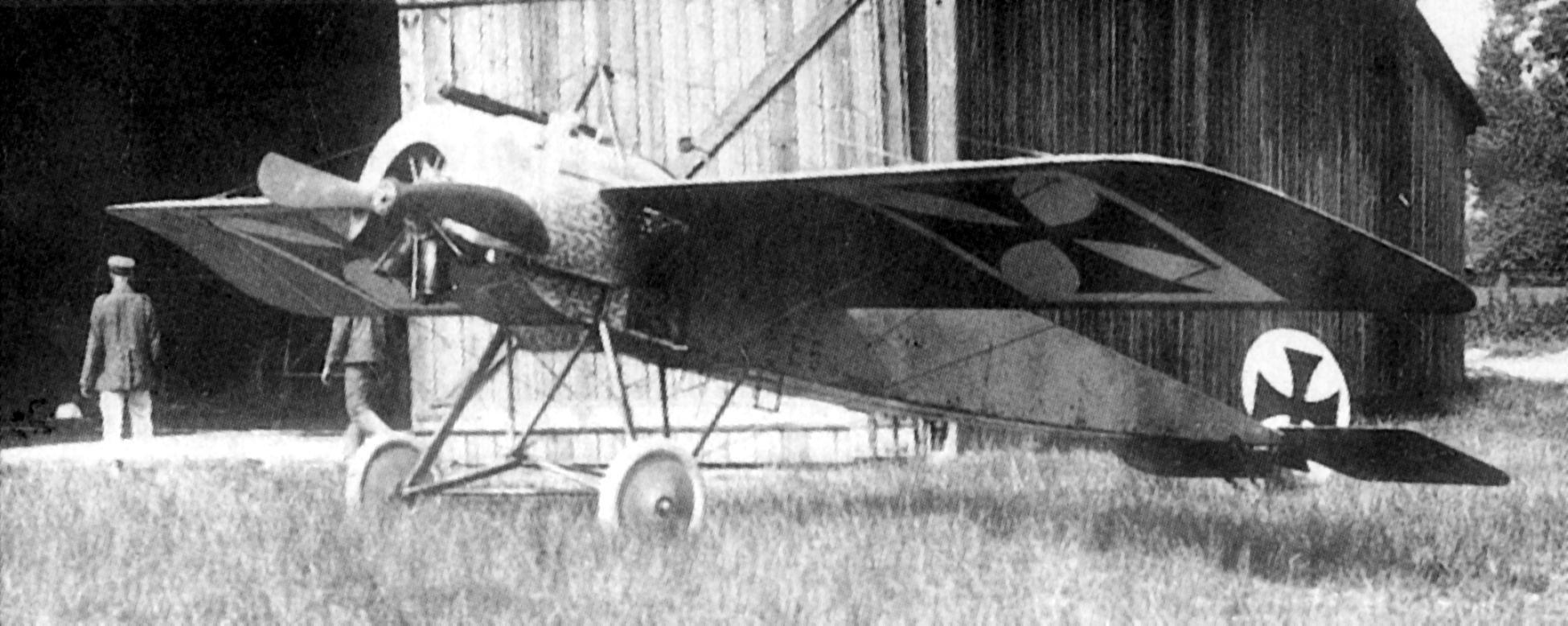
O Fokker M.5K/MG "E.5/15" (Fokker Eindecker) de Kurt Wintgens, como usado por ele em 1 de Julho de 1915, no primeiro combate aéreo bem sucedido envolvendo um avião equipado com uma metralhadora sincronizada.

O termo Flagelo Fokker (também conhecido como Pavor Fokker) refere-se ao período durante o qual o avião de caça monoplano Fokker Eindecker da Fliegertruppen do Império Alemão, com sua metralhadora sincronizada, exerceu uma enorme vantagem sobre os mal armados aviões das forças aliadas então em serviço. Tão importante quanto a vantagem técnica do novo caça, o efeito psicológico da sua surpreendente introdução foi um importante fator.

## Sumário
O período do Flagelo Fokker é normalmente considerado como tendo iniciado em Julho/Agosto de 1915 e terminou no início de 1916, com a chegada em grande número dos novos aviões de caça aliados: o Nieuport 11 e o DH.2; de forma menos acurada, o período é as vezes estendido para todo o período de serviço do monoplano Fokker na Frente Ocidental - desde a chegada dos dois primeiros caças Fokker E.I na FA62 em Junho de 1915, até o desaparecimento dos últimos Eindeckers da primeira Jagdstaffeln em Agosto/Setembro de 1916.
o termo Flagelo Fokker foi criado de forma retroativa pela imprensa britânica em meados de 1916, depois que os caças monoplanos germânicos foram neutralizados pelos novos modelos de caças aliados. Isso não estava desconectado das campanhas políticas lançadas pelos jornalistas (entre outros) pioneiros da aviação C. G. Grey e Noel Pemberton Billing M.P., o fundador da companhia Supermarine e grande interessado nos conflitos aéreos – com o objetivo de encerrar a dominação da Royal Aircraft Factory no fornecimento de aviões ao Royal Flying Corps.

## O início
No início de 1915, os aliados, especialmente os franceses, estavam à frente dos alemães na instalação e uso de metralhadoras em aviões, quando os combates aéreos começavam a se multiplicar. Os primeiros aviões de caça a usar metralhadoras com algum sucesso incluíam o britânico Vickers F.B.5, e os franceses Morane-Saulnier L e N.
Nessa época, o número total de aviões em serviço na frente da batalha era muito pequeno, e o desenvolvimento de táticas de combate aéreo estava num estágio muito primitivo, mas o Alto Comando Alemão já estava bastante preocupado com a situação, e estava buscando diferentes alternativas para desenvolver aviões equipados com metralhadoras para enfrentar os modelos dos aliados, incluindo o emprego agressivo dos seus novos aviões da série "C" de dois lugares, e a utilização como caças dos aviões bimotores como o AEG G.II.
A situação evoluiu em 18 de Abril de 1915, com a captura do Morane-Saulnier L de Roland Garros, que havia destruído três aviões alemães desde 1 de Abril usando esse avião. O Morane-Saulnier de Garros era equipado com uma metralhadora atirando para frente através do arco da hélice em rotação. As balas, que de outra forma teriam danificado a hélice eram desviadas por lâminas metálicas protetoras nos pontos vulneráveis das lâminas da hélice. Apesar de Garros ter tentado queimar seu avião depois do pouso forçado atrás das linhas alemãs, isso não foi suficiente para esconder a natureza daquele dispositivo. A importância das lâminas de desvio foi imediatamente analisada pelas autoridades alemãs, que rapidamente requisitaram a vários fabricantes, inclusive Anthony Fokker, que produzissem uma cópia.

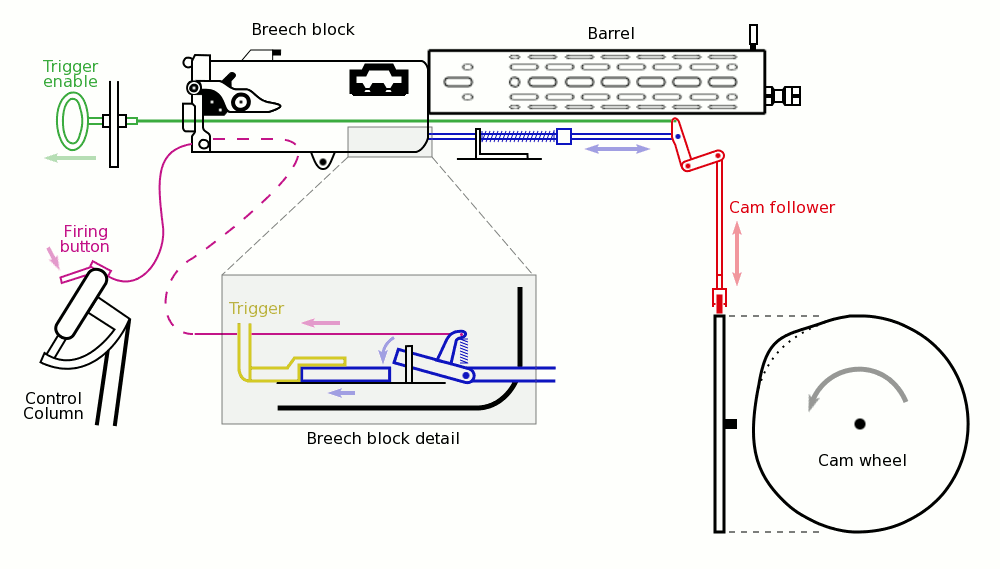
Diagrama do mecanismo de sincronização Fokker, o "Stangensteuerung".

A resposta de Fokker foi um genuíno mecanismo sincronizador para metralhadoras, conhecido em alemão como Stangensteuerung, usando impulsos transmitidos por um eixo vindo do motor para controlar a cadência dos tiros da metralhadora para que esses não atingissem as lâminas da hélice em nenhuma hipótese. Esse não foi o primeiro mecanismo desse tipo proposto, mas foi o primeiro a ser instalado num avião e testado em voo. Fokker mais tarde numa biografia pós-Guerra reivindicou ter projetado e construído o mecanismo ele mesmo, num esforço de trabalho de 48 horas contínuas – essa afirmação é bastante contestada, e se acredita que o mecanismo possivelmente baseado numa patente de Franz Schneider (engenheiro suíço) de antes da Guerra, que trabalhou para a Nieuport e para a LVG já existia na época, e foi mais provavelmente resultado do trabalho de Heinrich Lübbe, engenheiro da Fokker Flugzeugbau. De qualquer forma, ele foi rapidamente instalado no avião mais adequado disponível, o Fokker M.5, (designação militar A.III), do qual o exemplar A.16/15 de Otto Parschau, vei a se tornar o protótipo do E.I.
Antony Fokker em pessoa demonstrou o novo sistema de armamento no avião de Parschau para o primeiro e pequeno grupo de pilotos de caça alemães em Maio e Junho de 1915. O Fokker com seus controles de voo ao estilo "Morane", incluindo o profundor muito sensível e o controle lateral problemático, era difícil de pilotar, e Otto Parschau, que já era um piloto experiente dos Fokker da classe "A", demonstrou e instruiu os primeiros pilotos germânicos, incluindo: Kurt Wintgens, Oswald Boelcke e Max Immelmann, no uso do novo caça. Nesse estágio, os primeiros Eindeckers eram usados para proteger os aviões de reconhecimento desarmados das Feldflieger Abteilung dos seus oponentes aliados armados com metralhadoras.

## Uso em serviço

### O E.I. chega a frente de batalha

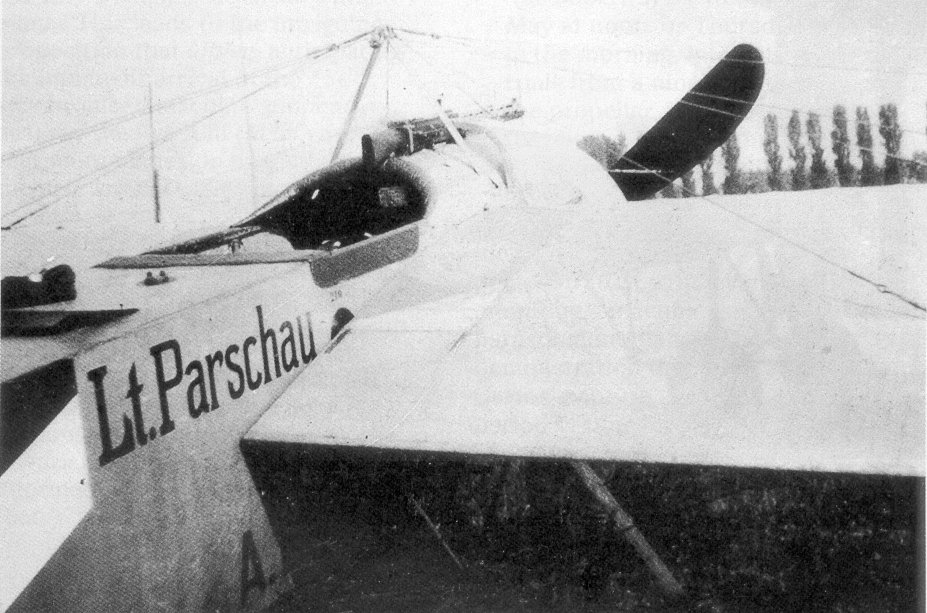
Uma foto em close do avião A.16/15 de Otto Parschau, que se tornou o "protótipo" do Fokker Eindecker.

Acredita-se que os Fokker Eindecker de pré produção (conhecidos como Fokker E.I), especificamente o último deles, o E.5/15, entrou em combate pilotado por Kurt Wintgens (voando com a FFA 6). em duas ocasiões: 1 e 4 de Julho de 195. Ele registrou combates com os "Morane L" franceses, mas essas vitórias não foram oficializadas, apesar de registros franceses darem conta de uma tripulação ferida e um avião danificado em 1 de Julho. A primeira vitória reconhecida de Wintgens, ocorreu em 15 de Julho (voando na FFA 48) atingindo um outro "Morane L". Otto Parschau recebeu o E.1/15 em substituição ao antigo A.16/15. Esse E.1/15, se tornou o protótipo de toda a linha de aviões Fokker Eindecker quando retornou para a fábrica da Fokker Flugzeugbau em Schwerin/Gorries para mais melhorias e desenvolvimento do projeto.
Ao final de Julho de 1915, cerca de 15 Eindeckers estavam operacionais em várias unidades, incluindo cinco M.5K/MGs e cerca de dez E.I de pré produção. Sendo usados em atividades "extracurriculares" dos pilotos.
Oswald Boelcke estava servindo nessa época na FFA 62; quando obteve sua primeira vitória num Albatros C.I em 4 de Julho. O primeiro Eindecker foi incorporado a essa unidade pouco depois disso: o M.5K/MG protótipo número E.3/15 – armado com a metralhadora Parabellum MG14, sincronizada pela, ainda problemática, primeira versão do dispositivo Fokker; ele foi alocado em conjunto para ele e para Max Immelmann quando eles estavam livres das suas missões "oficiais", permitindo que eles dominassem as difíceis características de voo do novo modelo, e praticar tiro em alvos terrestres. Em pouco tempo, Immelmann recebeu seu próprio avião: um dos primeiros da linha de produção, com o número E.13/15, um dos primeiros armados com a metralhadora MG 08 Spandau usando a versão de produção mais confiável do dispositivo de sincronização Fokker.
O que é normalmente considerado como o primeiro dia do Flagelo Fokker é 1 de Agosto, quando as 5 horas da manhã, o B.E.2c do Esquadrão 2 do RFC bombardeou a base da FFA 62, acordando os pilotos alemães. Boelcke alçou voo logo depois das passagens dos inimigos; Immelmann logo o seguiu. Durante o combate, a metralhadora de Boelcke emperrou, mas Immelmann atingiu um dos bombardeiros e o derrubou. Essa vitória foi sobre um B.E.2c desarmado, prática comum para que ele pudesse carregar uma maior carga de bombas e o seu piloto respondeu aos disparos da metralhadora de Immelmann com sua pistola automática. O "combate" durou cerca de 10 minutos envolvendo várias manobras dando a impressão falsa de que o B.E. era um avião estável. Immelmann disparou 450 tiros, perfurando o avião do oponente e ferindo o piloto no braço.

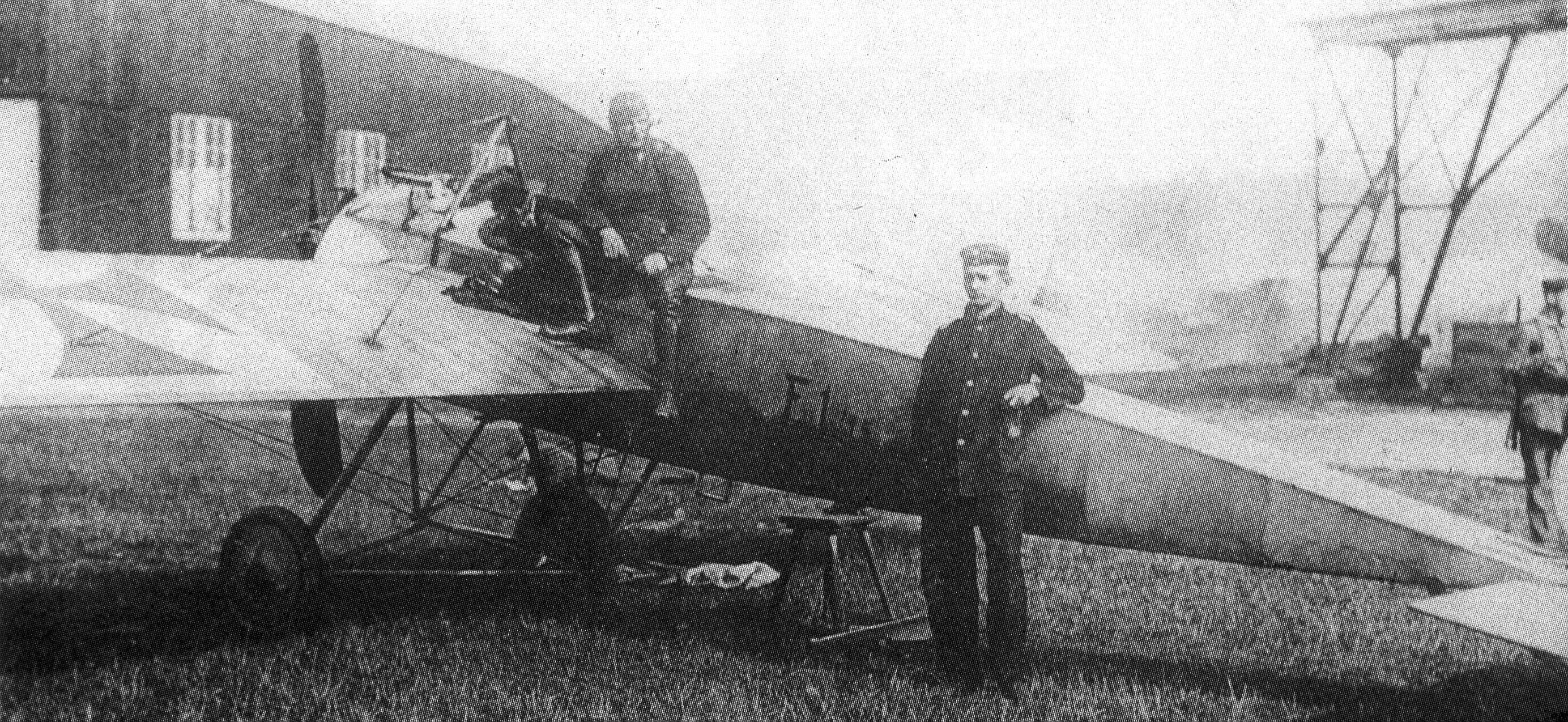
Segundo avião de Parschau, o E.1/15, com a modificação experimental da "asa no meio da fuselagem" que se tornou padrão nos modelos E.I de produção.

Boelcke e Immelmann continuaram a conquistar vitórias, assim como Hans Joachim Buddecke, Ernst von Althaus e Rudolph Berthold, todos da FFA 23, e Kurt von Crailshein da FFA 53. O total de vitórias reivindicadas pelos pilotos dos Fokker no segundo semestre de 1915 foi de 28; 13 delas sendo de Immelmann ou Boelcke; o número total de pilotos de Fokker vitoriosos era de nove. Em Janeiro de 1916 mais 13 vitórias foram reivindicadas, no mês seguinte, mais 20, sendo a maior parte delas relativas aos ases já estabelecidos; poucos pilotos novos voando os Fokker conseguiram vitórias.
Apesar das baixas serem relativamente baixas em relação aos padrões futuros, o fato de os alemães estarem respondendo o fogo em combates aéreos, e que eles possuíam um novo e supostamente imbatível avião, cuja capacidade foi muito exagerada (vide caricatura ao final do artigo), causou considerável consternação aos comandantes aliados, assim como problemas com a moral dos aviadores aliados.
A situação do ponto de vista britânico foi resumida por Cecil Lewis no Sagittarius Rising,

Rumores e alguns encontros com sorte fizeram a máquina (o Eindecker) ser respeitada, para não dizer temida pelas lentas e desajeitadas máquinas usadas por nós em missões de observação para a artilharia e em patrulhas ofensivas ...
As táticas britânicas mudaram - os mal sucedidos modelos B.E., assim como o novo F.E. 2b em configuração de impulsão, passaram a voar cada vez mais em formação em vez de sozinhos e o habito de enviar o B.E.2c em missão sem um observador armado de metralhadora ficou cada vez mais raro. Tanto os britânicos quanto os franceses (especialmente esses), sobre quem o impacto da nova superioridade aérea germânica continuava caindo, tinham que aceitar o fato de que ficou mais difícil e perigoso, obter fotografias aéreas que aquela altura se tornaram um recurso militar essencial, e para fornecer dados para a artilharia aliada.
O Alto Comando Alemão estava preocupado de que a sua invenção fosse descoberta, e os caças alemães eram proibidos de voar sobre as áreas ocupadas pelos aliados. Essa política teve continuidade, por vários motivos, até o final da Guerra. Enquanto houve algumas vantagens táticas nessa estratégia, o efeito da superioridade aérea alemã foi diminuído pelo fato dos caças alemães raramente ultrapassavam a linha de frente para o lado dos aliados.

### Dominando os Fokker

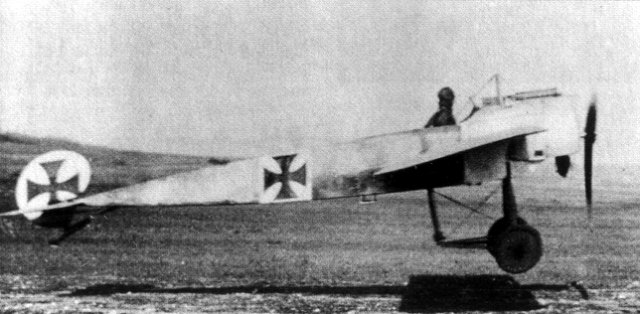
Um Fokker Eindecker levantando voo.

O início do fim do período do Flagelo Fokker foi a Batalha de Verdun. Na época do início da batalha, em 21 de Fevereiro de 1916, a superioridade aérea germânica criada pelos Fokker significou que os preparativos do lançamento da ofensiva inicial alemã foram ocultados do reconhecimento aéreo francês, com o uso de bloqueios sistemáticos (chamados Luftsperre) aos esquadrões aéreos franceses, baseados normalmente na estratégia de espantar seus oponentes ao invés de abatê-los. No entanto, durante o curso da batalha, o novo caça francês, o Nieuport 11 foi designado para esse setor em quantidades crescentes. Os Nieuports eram não apenas superiores aos Eindeckers em todos os aspectos de performance e efetividade em combate, eles estavam em maior número, pois chegaram à linha de frente em esquadrões de caça especializados (escadrilles de chasse) - permitindo formações maiores que as simples e duplas normalmente empregadas pelos Fokkers. Antes do fim da batalha, a superioridade aérea havia sido efetivamente revertida, com os franceses assumindo a liderança.

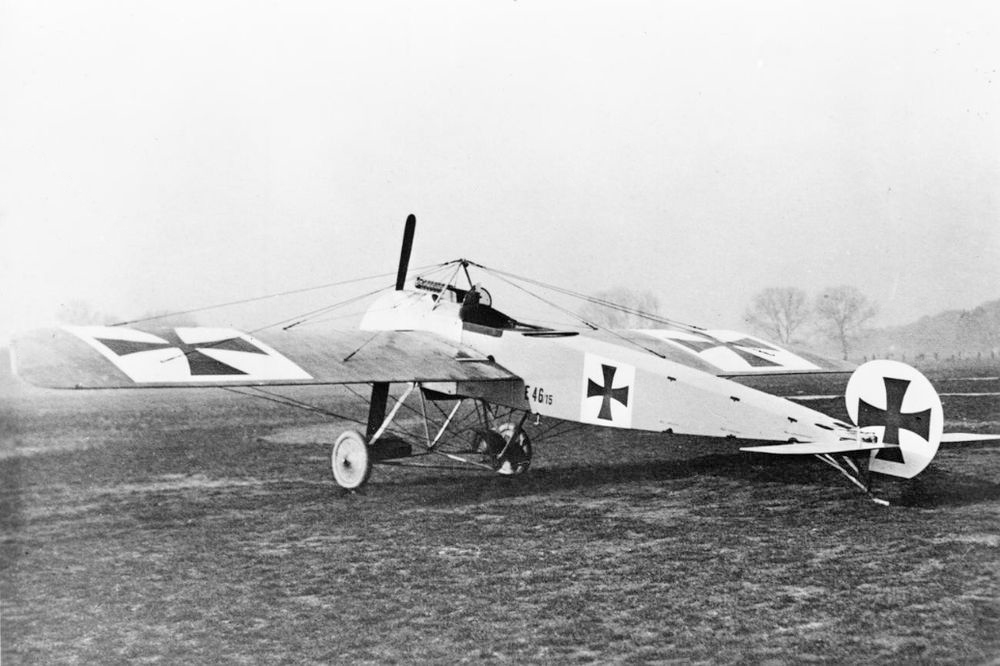
Vista lateral de um Fokker Eindecker.

Na frente britânica, as alterações técnicas, pelas quais os aviões britânicos não mais dispensavam o uso de armamento para carregar mais combustível ou bombas, e geralmente voavam em esquadrilhas de três ou quatro, tornaram a tarefa dos Fokker muito mais difícil, especialmente no caso do F.E. 2b. Individualmente, o avião britânico era equivalente ao Eindecker, mas em formação, com os artilheiros protegendo uns aos outros, ele se tornou um oponente bastante difícil. Em Fevereiro de 1916, o primeiro esquadrão completo de DH.2, o No. 24 chegou à frente de batalha e rapidamente estabeleceu vantagem sobre os Fokkers. Um avião em configuração de impulsão, com uma única metralhadora Lewis frontal, ele era, assim como o Nieuport, superior ao Fokker em quase todos os aspectos. Outros esquadrões de DH.2 se seguiram, até então eram sete deles em conjunto. Os Nieuport de um só lugar foram também adquiridos pelos britânicos.
Em Março de 1916, apesar dos combates com os Fokker permanecerem frequentes, e os maiores ases de alemães pilotando Eindeckers continuavam obtendo vitórias, o Flagelo Fokker como um período de superioridade aérea alemã estava caminhando para o fim. As deficiências do Fokker Eindecker como avião de caça foram finalmente expostas em Abril, quando um E.III pousou por engano num aeroporto britânico e foi avaliado contra os modelos aliados contemporâneos, primeiro em campo, depois oficialmente na Inglaterra. O que se descobriu é que ele era um inimigo muito menos perigoso do que se supunha.

### O fim do Eindecker
O impacto dos novos modelos de aviões aliados, principalmente o Nieuport, era objeto de preocupação dos pilotos de Fokkers. Novos modelos de aviões de caça biplanos de um só lugar, da série "D", com o Fokker D.II e o Halberstadt D.II estavam sendo submetidos a testes e avaliações desde o final de 1915 até meados de 1916, a substituição dos monoplanos por esse modelos estava a caminho. No meio tempo, alguns pilotos de Fokker começaram a voar Nieuports capturados em combate, e o Alto Comando Alemão estava suficientemente desesperado para encomendar cópias do Nieuport à sua própria indústria. Para conseguir se equiparar às maiores formações de caças aliadas, os caças pertencentes a diferentes unidades de reconhecimento passaram a operar em conjunto em unidades informais, chamadas Kampfeinsitzer Kommando ou KeK – e na época as "Fliegertruppen" passaram a se chamar oficialmente Luftstreitkräfte em Outubro de 1916, o primeiro dos famosos Jasta já havia surgido como esquadrão de caça especializado.
Os últimos Eindeckers foram retirados de serviço nas Jagdstaffeln em Setembro de 1916 - existem registros de que eles continuaram em serviço em atividades secundárias, mas naquela época eles estavam definitivamente fora das atividades de caça na linha de frente.

## Consequências
Assim como o período do Flagelo Fokker, o período de superioridade aérea aliada que se seguiu foi breve. Em Agosto de 1916, os Jagdstaffeln já estavam recebendo os primeiros dos novos modelos de caça Albatros D.I, que novamente viraram o jogo em favor dos alemães e em breve estavam infligindo pesadas baixas ao Royal Flying Corps, culminando com o "Abril Sangrento" de 1917.
Nos dois anos seguintes, as forças aliadas exerceram total domínio, tanto em qualidade quanto em quantidade, e as forças alemãs apenas conseguiam controle limitado em pequenas áreas da frente de batalha. Quando até mesmo essa estratégia ficou ameaçada, eles iniciaram uma programa urgente para desenvolver um novo avião. O principal resultado foi o Fokker D.VII, levando a um curto porém notável segundo período de "Flagelo Fokker" no verão de 1918. O Fokker D.VII foi tão efetivo, que a Alemanha foi obrigada a entregar todos eles aos aliados vitoriosos como condição do Armistício de Compiègne.

### Na política britânica e na história da aviação
Entre outros políticos britânicos e jornalistas que de maneira grosseira exageraram os efeitos materiais do "Flagelo" estavam o pioneiro jornalista de aviação, C.G. Grey, fundador de uma das primeiras revistas de aviação, a The Aeroplane, e Noel Pemberton Billing M.P., um projetista e fabricante de aviões mal sucedido. O seu objetivo declarado era apressar a substituição do B.E.2c por um avião melhor projetado para o combate. Na prática, ele tomou a forma de um ataque tanto ao alto comando do Royal Flying Corps e mais especificamente à Royal Aircraft Factory.

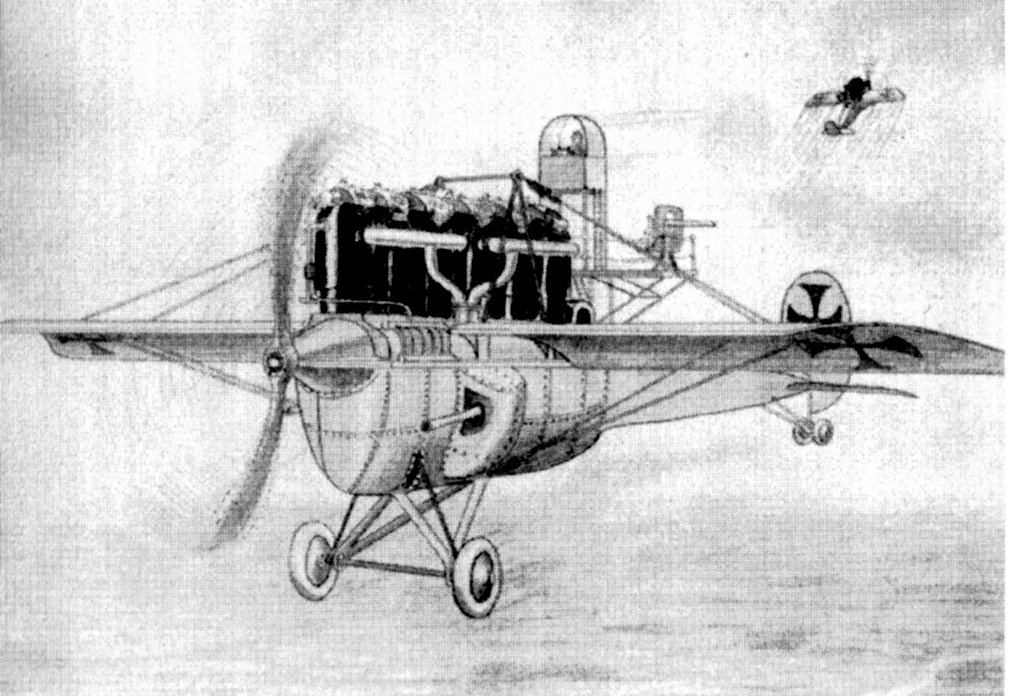
Caricatura do Fokker Eindecker publicada na "Flight" de 3 de Fev. de 1916, satirizando e exagerando as suas capacidades.

Como foi amplamente documentado por Paul Hare – C.G. Grey vinha efetuando uma forte campanha contra a Royal Aircraft Factory nas páginas da revista The Aeroplane, desde o seu período na indústria de balões, antes mesmo de que ela produzisse alguma aeronave mais pesada que o ar. Antes mesmo da admitida deficiência do B.E.2c nos combates aéreos, esse ataque não visava a qualidade técnica da fábrica, e sim o fato de uma empresa estatal estar competindo com o setor privado na Grã-Bretanha. Quando as novidades sobre os novos caças monoplanos chegaram a ele em 1915, Grey foi rápido em culpar a Royal Aircraft Factory pelos problemas enfrentados pelo Royal Flying Corps, ao fornecer equipamento obsoleto, sem no entanto sugerir qual avião deveria ter sido encomendado, mesmo supondo que a rapidez do desenvolvimento da tecnologia da aviação sob o estímulo da Guerra pudesse ser previsto.
Billing também culpou a performance inicial ruim dos aviões de fabricação britânica, diretamente ligada ao que ele entendia como o favoritismo demonstrado pelo Royal Flying Corps (que fazia parte do Exército britânico) em relação à Royal Aircraft Factory (apesar de oficialmente uma organização civil, na realidade era também parte do Exército). Isso produziu, acreditava ele, uma situação onde:

 ... centenas, de fato milhares de máquinas foram encomendadas e foram chamadas por nosso pilotos de "Fokker Fodder" ("fodder" é uma terminologia militar alusiva à soldados sacrificáveis) ... Eu acredito que um bom número dos nossos galantes oficiais do Royal Flying Corps foram assassinados e não mortos em combate.
Mesmo contra escritores que reconheceram a histeria dessa versão dos eventos essa figura do "Flagelo Fokker" adquiriu popularidade durante a Guerra, que aumentou nos anos seguintes. Como um conhecido historiador da aviação alemão ironicamente comentou:

O termo descritivo Fokker Fodder foi criado pelos britânicos para descrever o destino de seus aviões sob as armas dos monoplanos Fokker, mas devido a sua reconhecida mediocridade (dos Fokker), Foi um grande choque constatar o quão ruins: a performance dos aviões, o treinamento dos pilotos e as táticas aéreas britânicas, deviam ser ...